# نهر بورك
نهر بورك

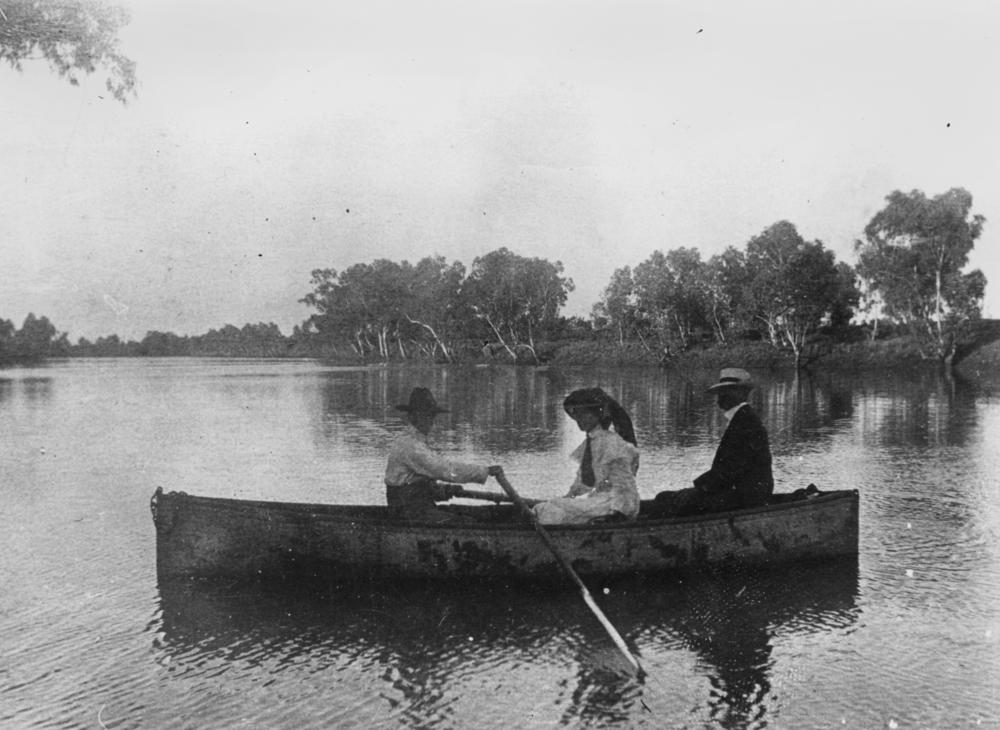
نهر بورك 1906

نهر بورك بالإنجليزية (Burke River): هو نهر في وسط غرب كوينزلاند, أستراليا, النهر ينبع من منطقة ستاندش Standish شمال منطقة بوليا Boulia, ثم يتدفق جنوباً عبر صحراء سيمبسون Simpson , ليصب في بحيرة إيري, نهر بورك فرع لنهر جورجينا Georgina.